# 서정우 (축구 선수)
서정우(徐政佑, 1990년 6월 20일 ~ )는 대한민국의 풋살 선수로서 포지션은 골키퍼이다. 현재 대구FS 소속으로 뛰고 있다.